# Skálavík
Skálavík (IPA: [ˈskɔalavʊik], danska: Skålevig) är en tätort på Färöarna, belägen längst österut på ön Sandoy. Skálavík är centralort och enda ort i Skálavíks kommun och hade vid folkräkningen 2015 140 invånare, mot 225 1985 och 246 1960. Detta gör den till den största orten på östsidan av ön, och tredje största på ön efter Sandur och Skopun.

## Samhälle
Kommunen omfattar bland annat Sandoys högsta berg, Tindur (479 meter över havet), men landskapet är för övrigt förhållandevis lågt och småkuperat. I samhället bedrivs en del fiskeverksamhet som håller till i byns hamn från 1970-talet. Varje år i början av juli arrangeras Sandoyarstevna i Skálavík och i övriga byar, ett mindre firande av Ólavsøkan. Det finns bland annat ett pensionat och en krog i Skálavík, samt en vandringstig till Húsavík i söder.

## Historia
Byn nämndes första gången i Hundbrevet i slutet av 1300-talet, men är troligtvis äldre än så. Troligtvis grundlades byn under vikingatiden precis vid vattnet, och flyttade senare längre in i dalen under tidiga 1600-talet. Dalsgarður i Skálavík var en av de största kungsbondgårdarna på Färöarna och var bland annat bostad för lagman Jákup Jógvansson. Dagens stenkyrka i byn, Skálavíks kyrka, är från 1891. Här fanns också ett eget postkontor från 1 oktober 1918 till 12 januari 2007.
I augusti 2006 meddelades att Skálavík i framtiden kanske skulle få ett sport- och rekreationscenter som skulle ha upptagningsområde Sandoy. I slutet av januari 2008 var Skálavík en av de platser som drabbades hårdast av stormen Tuva. Många fiskebåtar sjönk eller förstördes vid hamnen. Skadorna var såpass omfattande att kommunen inte kunde ersätta ägodelarna och tvingades därför mottaga finansiell nödhjälp från Island efter en pengainsamling. Kommunen fick också 145 000 kr i stöd från Sandurs kommun, Leirvík kommun och Húsars kommun. De första båtarna började bärgas under februari, och reparationer av själva hamnen påbörjades i juni samma år.

## Befolkningsutveckling
| Befolkningsutvecklingen i Skálavík 1985–2015 | Befolkningsutvecklingen i Skálavík 1985–2015 | Befolkningsutvecklingen i Skálavík 1985–2015 | Befolkningsutvecklingen i Skálavík 1985–2015 | Befolkningsutvecklingen i Skálavík 1985–2015 |
| -------------------------------------------- | -------------------------------------------- | -------------------------------------------- | -------------------------------------------- | -------------------------------------------- |
|                                              |                                              |                                              |                                              |                                              |
| År                                           |                                              |                                              | Folkmängd                                    |                                              |
| 1985                                         | 1985                                         |                                              | 229                                          |                                              |
| 1990                                         | 1990                                         |                                              | 227                                          |                                              |
| 1995                                         | 1995                                         |                                              | 178                                          |                                              |
| 2000                                         | 2000                                         |                                              | 169                                          |                                              |
| 2005                                         | 2005                                         |                                              | 181                                          |                                              |
| 2010                                         | 2010                                         |                                              | 165                                          |                                              |
| 2015                                         | 2015                                         |                                              | 132                                          |                                              |
|                                              |                                              |                                              |                                              |                                              |

## Kända personer från Skálavík
- Brandur Olsen, fotbollsspelare
- Heðin Brú (1901–1987), författare
- Jóannes Dalsgaard (1940–), historiker och politiker (JF)
- Asbjørn Joensen (1927–1993), rektor och politiker (SF)
- Eyðun M. Viderø (1942–), bankchef och politiker (FF)
- Kristian Osvald Viderø (1906–1991), präst, författare och bibelöversättare